# De la captivitat babilònica de l'Església
De la captivitat babilònica de l'Església - De captivitate Babylonica Ecclesiae (llatí), Von der babylonischen Gefängnis der Kirche (alemany) - és un dels tres importants tractats escrits per Martí Luter l'any 1520, publicat entre Adreça a la noblesa cristiana de la nació alemanya (d'agost) i Sobre la llibertat d'un cristià (de novembre). Es tracta d'un tractat teològic, i com a tal va ser publicat tant en llatí com en el seu original alemany.

## Contingut
Aquí Luter analitza els Set Sagraments de l'Església Catòlica de l'edat mitjana a la llum de la seva pròpia interpretació de la Bíblia. Durant l'eucaristia defensa que s'elimini el misteri de la transsubstanciació, eliminant la funció sacra del calze mentre que afirma la presència divina del cos i la sang de Crist en la cerimònia de l'eucaristia, i rebutja la idea de la missa com a sacrifici ofert a Déu.
Pel que fa al baptisme, la doctrina de Luter és que només aporta justificació a l'infant si va unida ja en ell amb fe salvífica. Si més no, a diferència d'altres idees reformades, el baptisme roman el fonament de la salvació fins i tot per aquells que més tard a la vida caiguin en el pecat.
Sobre la penitència, en descriu l'essència com les paraules de promesa (absolució) rebudes per la fe.
Només aquests tres, segons Luter, poden ser considerats sagraments per la seva institució purament divina, i les promeses divines de salvació que hi van connectades. Estrictament només els dos primers són sagraments reals, per ser els únics en "haver instituït divinament signes visibles": l'aigua del Baptisme i el pa i el vi de l'Eucaristia. Per tant, la resta de sagraments catòlics són rebutjats: confirmació, matrimoni, ordenació sacerdotal i unció dels malalts.
En aquest tractat, Luter considera la primera "captivitat babilònica" el mantenir apartat el calze dels laics. La segona, la doctrina de la transsubstanciació, i la tercera, la doctrina catòlica que la Missa consisteix en un sacrifici, i no en comunió espiritual amb Jesús.
L'obra té un to agressiu, i consisteix en un veritable atac al Papat. Tot i que abans, a A la noblesa cristiana de la nació alemanya, ja havia fet un incís suggerint-ho, aquesta és la primera obra on Luter acusa obertament el Papa de ser l'Anticrist. Sens dubte dona fe d'un moment en el qual els punts de vista de Luter es radicalitzen: un any abans encara defensava la validesa dels sagraments que ara estava atacant com espuris.
Tot i que fou publicat en llatí, va ser distribuït en alemany pel principal opositor de Luter, el franciscà d'Estrasburg Thomas Murner. La seva idea era que fent saber a la màxima gent possible les creences de Luter, veurien que era ridícul defendre'l. En realitat, la traducció va produir l'efecte contrari, i el radicalisme de Luter va rebre molta empenta per tota Alemanya, excepte per la virulència del llenguatge Luter, que repel·lia a alguns lectors. Després de la seva publicació, l'humanista Erasme de Rotterdam, en principi molt partidari de les activitats de Luter, va quedar convençut que no podia seguir les seves idees de reforma, en part pel seu atac violent al papat.